# Slavne, Mejova
Slavne (în ucraineană Славне) este un sat în așezarea urbană Mejova din raionul Mejova, regiunea Dnipropetrovsk, Ucraina.

## Demografie
Componența lingvistică a localității Slavne
     Ucraineană (98,5%)
     Rusă (1,5%)
Conform recensământului din 2001, majoritatea populației localității Slavne era vorbitoare de ucraineană (98,5%), existând în minoritate și vorbitori de rusă (1,5%).